# Off!
Off! (estilitzat de vegades com OFF!) és un supergrup de hardcore punk estatunidenc, format a Los Angeles a finals de 2009 pel cantant de Circle Jerks i Black Flag Keith Morris. La banda és coneguda per tocar cançons punk breus i intenses talment «una explosió vital de hardcore clàssic».

## Discografia

### Àlbums d'estudi
- Off! (2012)
- Wasted Years (2014)[3]
- Free LSD (2022)[4]

### Àlbums recopilatoris
- First Four EPs (2010)